# Уроки толерантності
«Уроки толерантності» — український комедійний фільм 2023 року режисера Аркадія Непиталюка. Екранізація п'єси «Гей-парад» Ігоря Білиця. Українська прем'єра відбулася 14 лютого 2024 року.

## Сюжет
Подія фільму розгортається на Поділлі, в давно не ремонтованій квартирі, купленій у кредит, в якій мешкає не надто дружна сім’я Найдюків. Батько, колишній військовий Зеник (Олександр Ярема), проводить час у пивних посиденьках із кумом Гришею (Борис Георгієвський). Син Денис (Олександр Піскунов) стверджує, що відкриє своє СТО, але переважно стирчить у гаражі. Донька Діана (Кароліна Мруга) вчить монологи Шекспіра, аби таки підкорити акторське відділення театрального факультету. Одного дня фактична глава сімейства, безвідмовна годувальниця, шкільна вчителька Надя (Олена Узлюк), прагнучи врятувати сім’ю від кредиторів, вмовляє чоловіка й дітей підписатися на державну програму з євроінтеграції «Уроки толерантності». За умовами гранту, вони мають на певний час поселити в себе вдома відкритого гея Василя Зайця (Акмал Гурезов). Василь – дуже привітний та захоплюється психологією і фотографією. Він допомагає новим знайомим не лише позбутися багатьох стереотипів, але і відродити любов та повагу одне до одного. 

## У ролях
- Родина Найдюків:
  - Олена Узлюк — Надя, мати, вчителька
  - Олександр Ярема — Зеник, батько
  - Олександр Піскунов — Денис, син
  - Кароліна Мруга — Діана, донька
  - Борис Георгієвський — кум-гомофоб
- Акмал Гурезов — Василь, сантехнік із ЖЕКу, фотограф-любитель, ЛГБТ-активіст
- Ніна Набока — сусідка

## Творча команда
- Режисер-постановник — Аркадій Непиталюк
- Сценаристи — Аркадій Непиталюк та Людмила Тимошенко за п'єсою «Гей-парад» Ігоря Білиця
- Оператор-постановник — Сергій Крутько
- Художник-постановник — Микола Кіщук
- Композитори — Роман Черенов, Роман Грисюк, Кирил Черкашин
- Режисери монтажу — Сергій Клепач, Олексій Шамін
- Художник з костюмів — Марія Керо
- Режисер — Наталія Дубровська
- Продюсер — Сергій Лавренюк[4][5]
- Виконавчий продюсер — Сергій Лисяний
- Креативний продюсер — Олексій Гладушевський
- Лінійні продюсери — Олександр Каленик, Юлія Мельник

## Зйомки
Бажання екранізувати п'єсу «Гей-парад» Ігоря Білиця у Аркадія Непиталюка з'явилося одразу після її читки «Я хочу робити кіно за цією пʼєсою» – сказав він драматургу одразу після читань. Розробка фільму розпочалася після домовленості із Сергієм Лавренюком зі «Solar Media Entertainment».
Знімальний процес тривав у невеличкій квартирі біля станції метро «Дарниця» в Києві протягом 9 днів.
Допрем'єрний показ відбувся у столичному кінотеатрі «Оскар» 13 лютого. В національний прокат стрічка вийшла 14 лютого 2024 року.

## Вихід в прокат
Сітілайти з афішою фільму «Уроки толерантності» на київському кінотеатрі «Жовтень» 11 лютого невідомі обмалювали чорною фарбою та гомофобними висловами.
Олександр Гусєв припускає, що «оповідь може сприйматися як оптимістична версія «Теореми» П'єра Паоло Пазоліні, в якій демонічний прибулець, вторгнувшись в обивательську сім'ю, спокушав кожного з її членів, пробуджуючи їхні приховані пристрасті, які виявляються згубними для людей, чия пересічність не витримує справжньої повноти буття». Дмитро Гелевера відмічає, що «„Уроки толерантності“ – якісний фільм, в якому сюжет, актори та гумор на своїх місцях. Все змішано в алхімічно точних пропорціях, а головне, розраховано не на критиків чи премії, а на масового глядача».
Стрічка пробула на великих екранах 4 тижні. Загальні касові збори склали 1 742 732 грн, а кількість проданих квитків сягнула 11 447.